# Ludwig Karol Szodki
Ludwig Karol Szodki (russisch Людвиг Карлович Шодкий; * 1858 in Warschau; † 19. Oktober 1935 in Pjatigorsk) war ein russisch-sowjetischer Bildhauer polnischer Herkunft.

## Leben
Szodki stammte aus einer bürgerlichen Familie. 1875–1879 studierte er an der Universität Krakau. Darauf ging er nach St. Petersburg und studierte als Gasthörer an der Kaiserlichen Akademie der Künste bei Mark Antokolski mit Abschluss als Freier Künstler. Er kehrte nach Warschau zurück und arbeitete bei dem Bildhauer Faustyn Juliusz Cengler und dem Architekten Władysław Marconi.
Bald war Szodki wieder in Russland und ließ sich in Charkow nieder, wo er sich an der Organisation der Gesellschaft der Freunde der Schönen Künste beteiligte. Dann ging er nach Rostow am Don.
Ab den 1890er Jahren führte Szodki Aufträge der Verwaltung der Kaukasischen Mineralwässer (KMW) und auch Privataufträge in Pjatigorsk aus. Anlässlich des 75. Geburtstags Lermontows 1889 fertigte er eine Lermontow-Büste für das Lermontow-Museum in Pjatigorsk an. Die 10 Pud (164 kg) für die Büste stiftete der Mitbesitzer  des Pjatigorsker Lermontow-Kalk-Alabaster-Werks A. I. Fedotow. Als im April 1900 Oberst Wladimir Chwoschtschinski zum Direktor der KMW ernannt wurde, beschloss er, in Pjatigorsk auf dem Gorjatschaja-Berg einen neuen Kurpark anzulegen, und lud dazu die Gärtner W. W. Utkin, A. L. Seger,  die Architekten Iwan Baikow, Andrei Klepinin und den Bildhauer Szodki ein. Szodki schuf Alabaster-Vasen und -Laternen und die Büsten für das erste und zweite Lermontow-Denkmal am Ort des Duells.
Nach einer Skizze des Nowotscherkassker Malers Iwan Krylow fertigte Szodki die erste Skulptur des Adlers mit der Schlange an, der das Symbol der Kurort-Region war. Die Steinskulptur stellt als Allegorie auf den Sieg der Gesundheit einen Steinadler mit erbeuteter Schlange dar und wurde im April 1901 in Pjatigorsk auf einer Steinpyramide aufgestellt. Die Skulptur wurde das Symbol der KMW und ist heute eine Metallguss-Skulptur. Ab 1903 lebte und arbeitete Szodki in Pjatigorsk. Sein Atelier im damaligen Staatsgarten (heute Kirow-Kultur- und Erholungspark) ist nicht erhalten.
1905 wurde Szodkis Skulptur der Hygieia, Tochter des Asklepios, in der Balkonnische der dritten Etage des neuen Wohnhauses des Brennerei-Besitzers N. I. Tokarew in Rostow am Don aufgestellt.
Szodkis Skulpturen und Stuckarbeiten schmücken das Schlammbad in Jessentuki und die Unteren Radonbalneologie-Bäder, die Puschkin-Bäder, eine Abteilung des Hotels Bristol und das Kaffeehaus Gukassow in Pjatigorsk sowie auch Grabdenkmäler. Er schuf Skulpturen für die Narsanny-Bäder in Kislowodsk und den Muschitschok und den Adler für den Kurpark Jessentuki. Als 1910 in Pjatigorsk der Riesen-Brunnen wegen verstopfter Rohre stillgelegt wurde, entstand dort nach Szodkis Idee der Zwerge-Brunnen.
Nach der Oktoberrevolution schuf Szodki ein Denkmal für den kaukasischen Revolutionär Grigori Andschijewski, das 1924 in Pjatigorsk aufgestellt wurde, und ein Lenin-Denkmal für die Staniza Gorjatschewodski. Szodki war dann arbeitslos, erhielt keine Rente und verarmte. Das Andschijewski-Denkmal wurde wegen Baufälligkeit 1934 abgerissen und 1936 durch ein neues Denkmal mit einer Metall-Skulptur des Bildhauers G. N. Waluiski ersetzt.

## Werke (Auswahl)

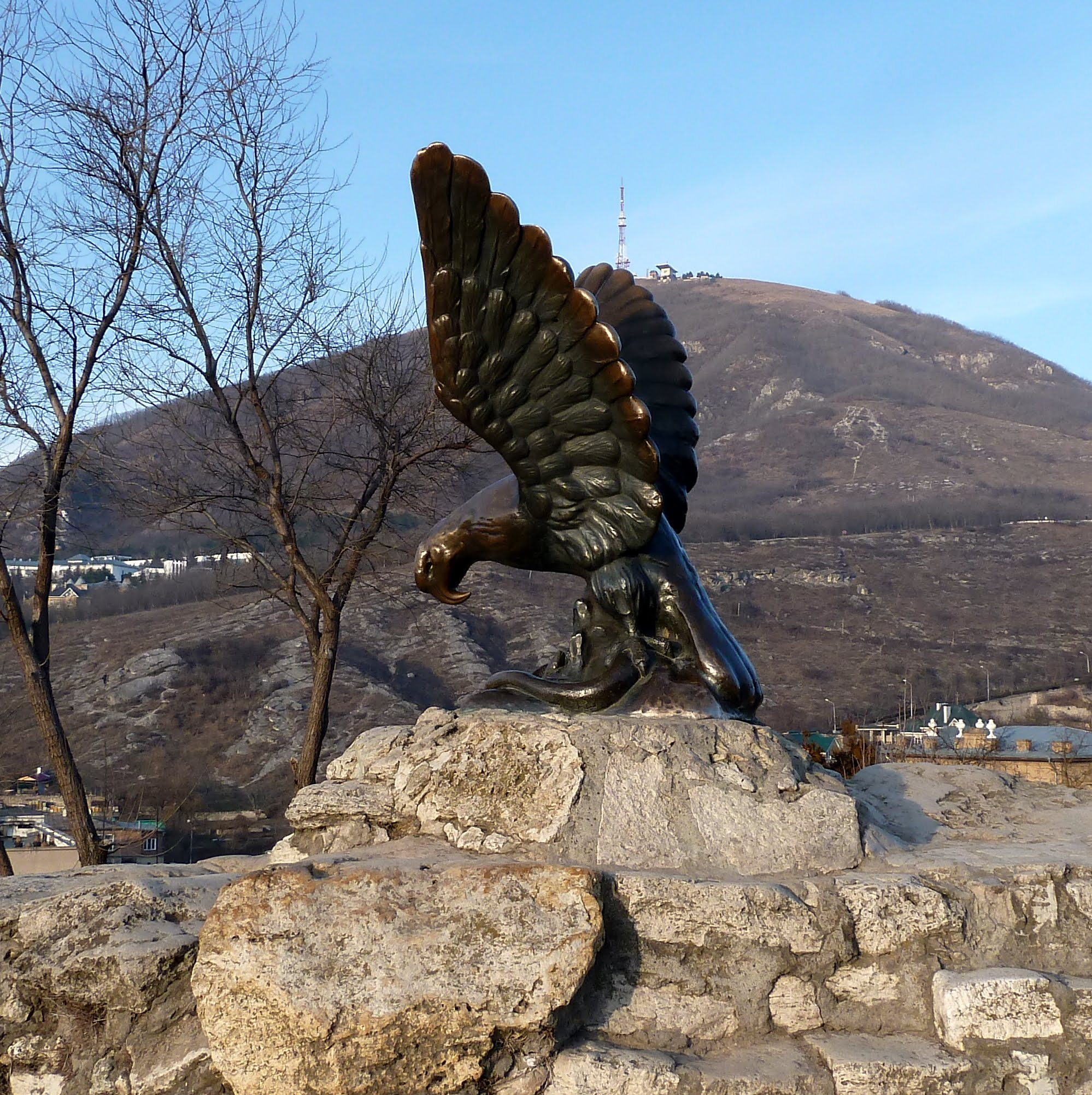
Adler mit Schlange, Pjatigorsk
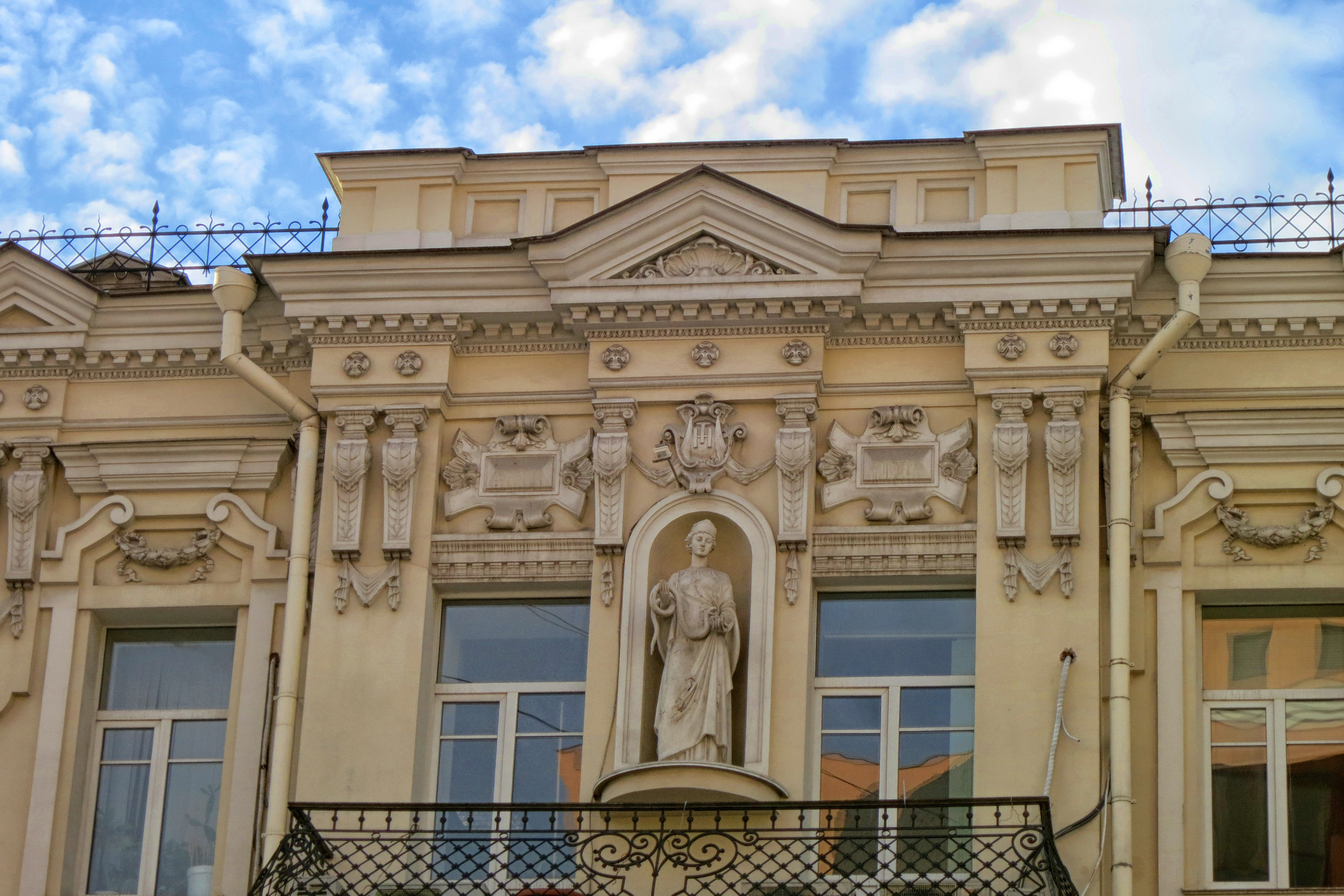
Hygieja, Tokarew-Haus, Rostow am Don
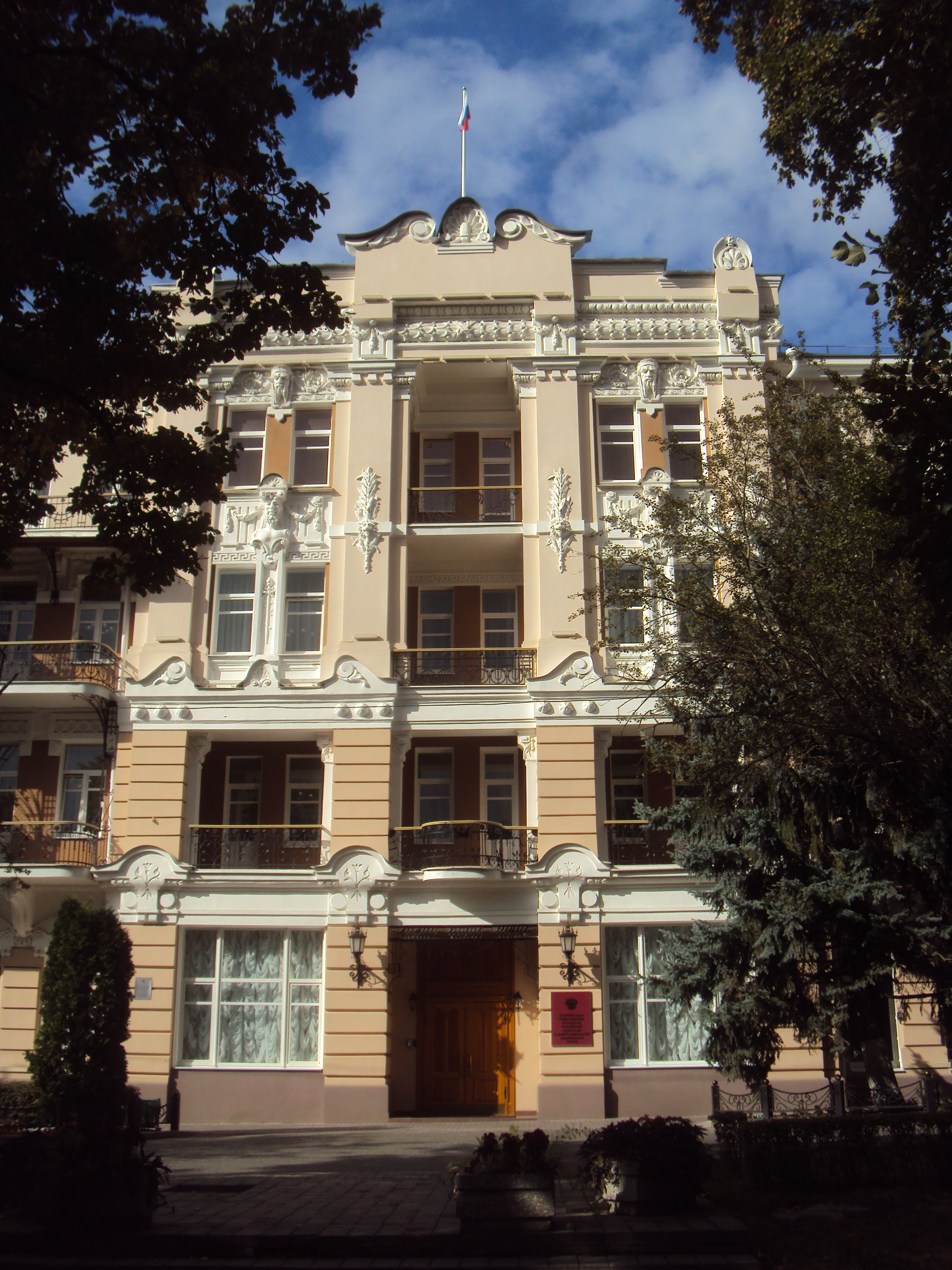
Ehemaliges Hotel Bristol, Pjatigorsk
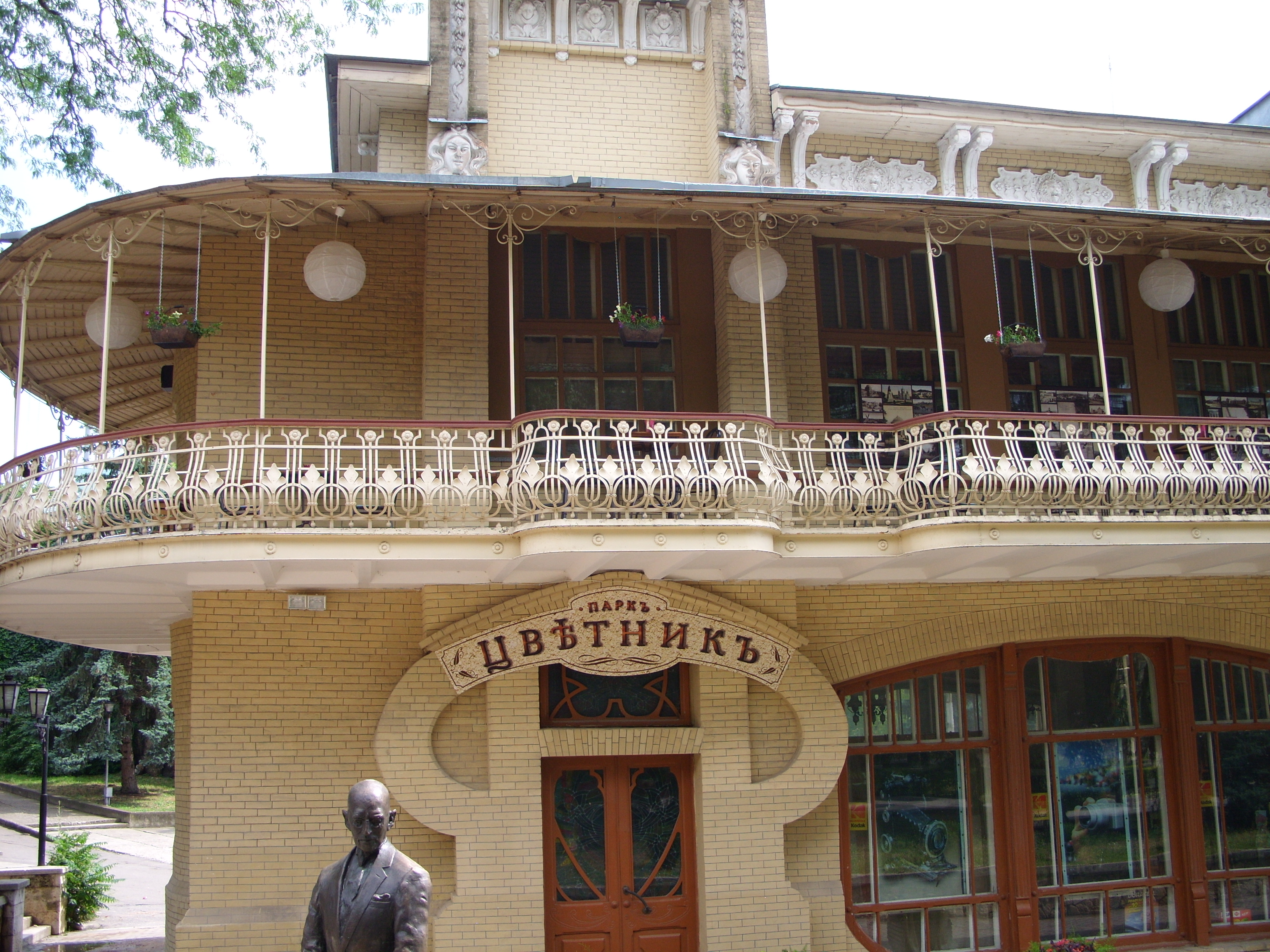
Kaffeehaus Gukassow, Pjatigorsk
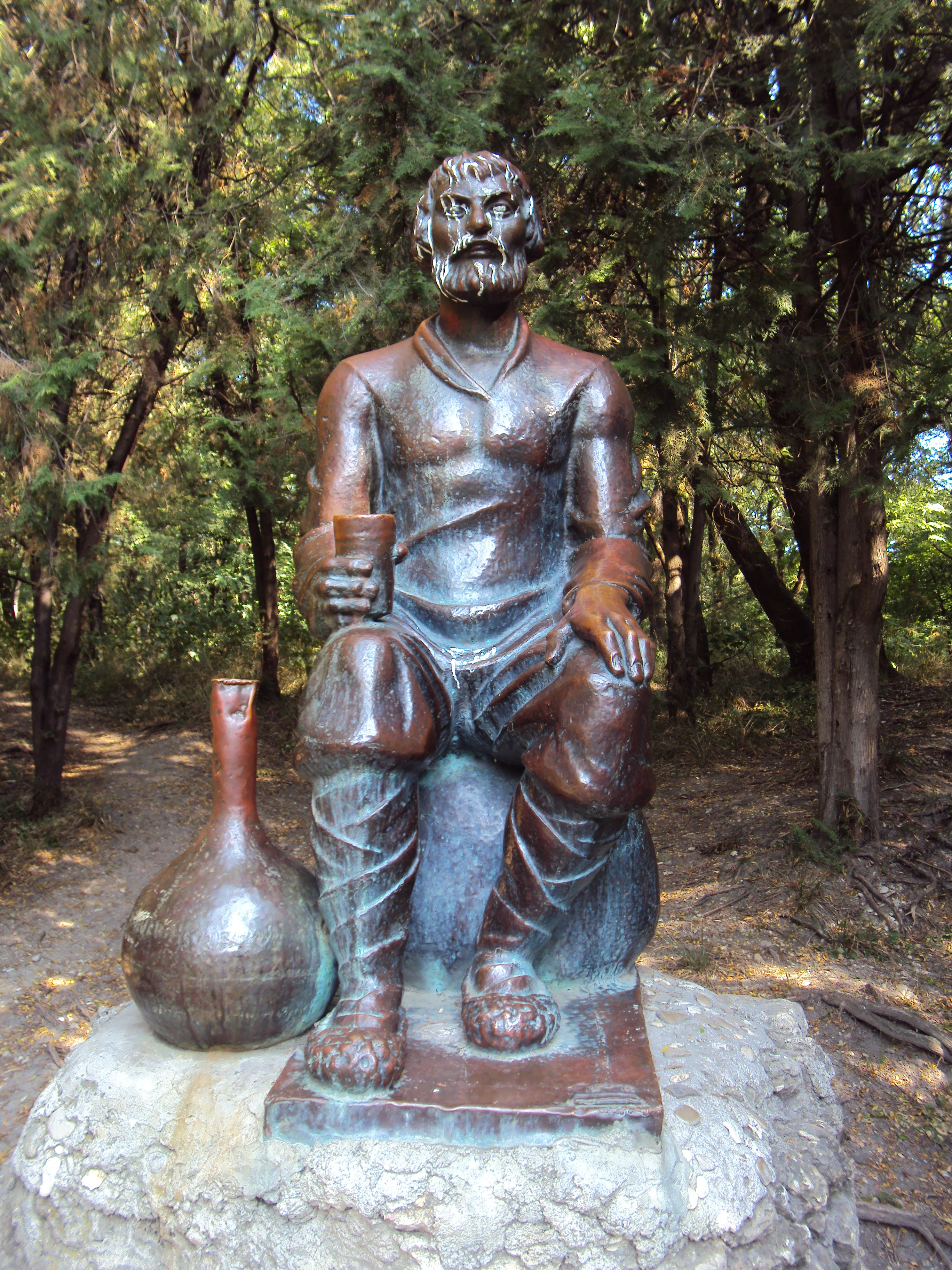
Muschitschok, Jessentuki
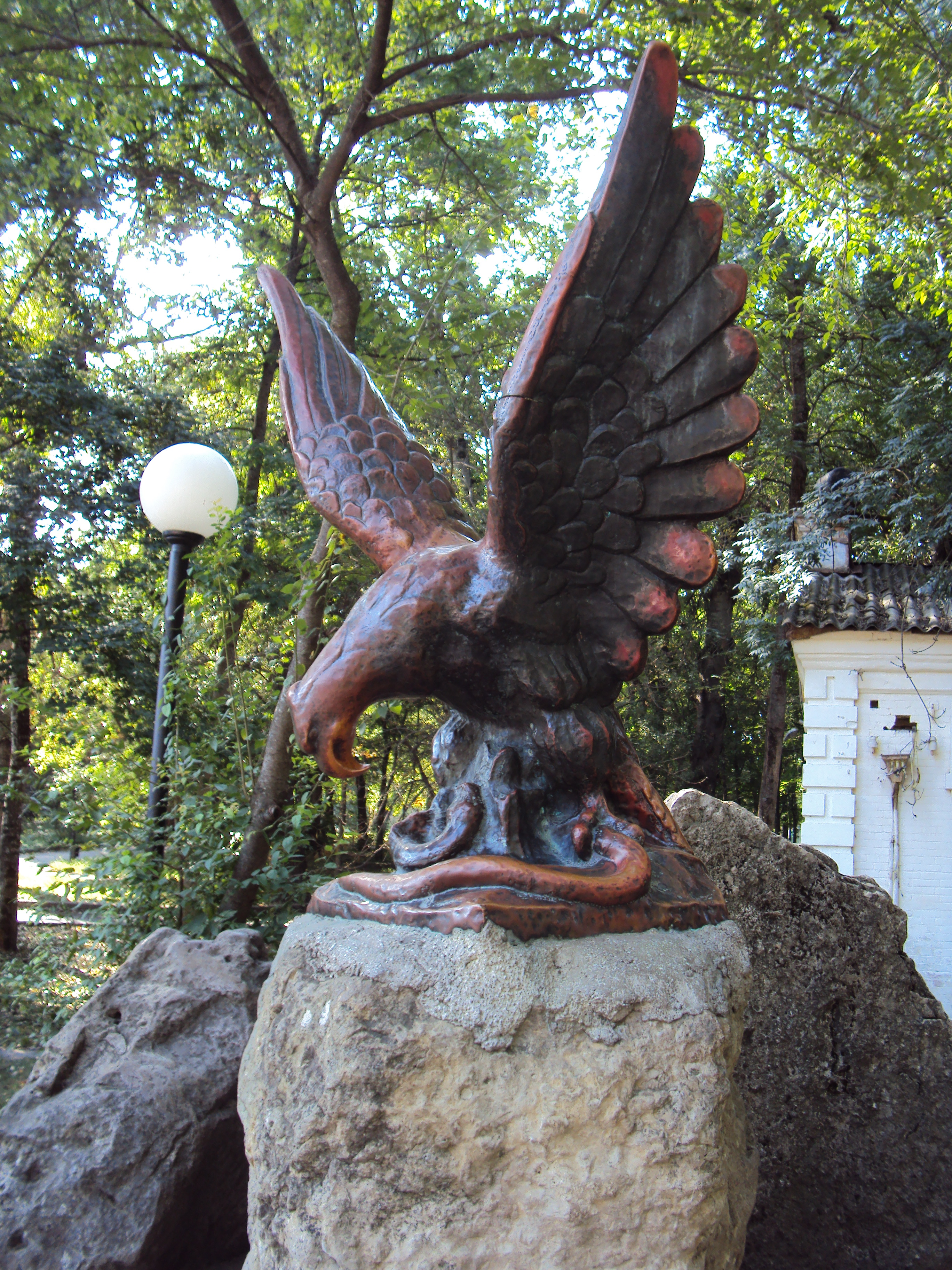
Adler mit Schlange, Jessentuki